# Eelco Alta
Eelco of Eelko Alta (Makkum, 23 juni 1723 - Bozum, 17 augustus 1798) was een Fries dominee en patriottisch volksvertegenwoordiger.
Alta had theologie gestudeerd aan de Universiteit van Franeker. Hij werd later predikant in Beers, Jellum en Bozum. 
Alta voorspelde begin 1774 in het boekje Philosophische Bedenkingen over de Conjunctie van de Planeten Jupiter, Mars, Venus, Mercurius en de Maan dat op 8 mei 1774 de wereld zou vergaan. Dit omdat dan de planeten Mars, Venus, Mercurius, Jupiter en zelfs de Maan dicht bij elkaar zouden staan (een conjunctie), waardoor de onderlinge krachten de Aarde uit haar baan zou trekken. De voorspelling raakte bekend in april 1774 toen de Leeuwarder Courant er aandacht aangaf. Het was deze voorspelling dat ertoe leidde dat Eise Eisinga uit Franeker zijn planetarium besloot te bouwen, om dit soort voorspellingen te ontkrachten.
Alta was aanhanger van de patriotten, die de stadhouder wilden beknotten in diens macht. Door zijn politieke standpunten werd hij door de Staten van Friesland in 1790 uit zijn ambt gezet, tot hij in 1795 weer in het ambt werd hersteld door de teruggekeerde patriotten.
Alta had wel succes in de veehouderij. Niet dat hij een succesvolle boer was maar de Friese veehouderij was in zijn tijd door epidemieën van de veepest geteisterd. Hij experimenteerde met serums die gemaakt waren van dieren die de veepest hadden overleefd. Daarmee wist hij uiteindelijk een succesvol serum te maken. Zo begon men met vee-inenting om de veepest te bestrijden.
- Biografisch Portaal: 23133240
- Digitale Bibliotheek voor de Nederlandse Letteren: alta001
- International Standard Name Identifier: 0000 0003 9756 4058
- Nederlandse Thesaurus van Auteursnamen: 069861722
- Virtual International Authority File: 32357338
- WorldCat: E39PBJr3qt3q8Mc3dmRvwgbfMP